# Liste der Naturdenkmale in Osann-Monzel
Die Liste der Naturdenkmale in Osann-Monzel nennt die im Gemeindegebiet von Osann-Monzel ausgewiesenen Naturdenkmale (Stand 11. März 2024).

## Naturdenkmale
| Nr.         | Bezeichnung | Lage                                           | Beschreibung | Bild                                    |
| ----------- | ----------- | ---------------------------------------------- | ------------ | --------------------------------------- |
| ND-7231-509 | Linde       | Osann, Wittlicher Straße, gegenüber Nr. 2 Lage | Tilia sp.    | Direkt Bild zu diesem Denkmal hochladen |

## Ehemalige Naturdenkmale
| Nr. | Bezeichnung        | Lage                                                               | Beschreibung                                      | Bild                                    |
| --- | ------------------ | ------------------------------------------------------------------ | ------------------------------------------------- | --------------------------------------- |
|     | Decker Boom        | Osann, westlich des Ortes; Abteilung Breitentriesch aufm Berg Lage | Quercus sp.; Rechtsverordnung aufgehoben          | Direkt Bild zu diesem Denkmal hochladen |
|     | 50 alte Weißtannen | Osann, westlich des Ortes; Abteilung Breitentriesch aufm Berg Lage | Abies alba, 50 Bäume; Rechtsverordnung aufgehoben | Direkt Bild zu diesem Denkmal hochladen |